# Joseph Stadler
Joseph Francis Stadler (ur. 12 czerwca 1880 w Cleveland, zm. 25 lutego 1950 w Temple City) – amerykański lekkoatleta specjalizujący się w skoku wzwyż oraz trójskoku, uczestnik letnich igrzysk olimpijskich w Saint Louis (1904), dwukrotny medalista olimpijski: srebrny w skoku wzwyż z miejsca oraz brązowy w trójskoku z miejsca. Jest jednym z dwóch pierwszych (obok George’a Poage’a) afroamerykańskich medalistów olimpijskich.

## Sukcesy sportowe
| Rok  | Miasto      | Zawody               | Konkurencja                             | Wynik                       |
| ---- | ----------- | -------------------- | --------------------------------------- | --------------------------- |
| 1904 | Saint Louis | Igrzyska olimpijskie | skok wzwyż z miejsca trójskok z miejsca | srebrny medal brązowy medal |